# Отворено првенство САД у тенису 2016.
Отворено првенство Сједињених Држава у тенису 2016. је тениски Грен слем турнир који се одржао у периоду између 29. августа и 11. септембра 2016. на теренима Флешинг медоуза у Њујорку. Ово је био последњи Грен слем турнир у сезони.
Титулу у мушком синглу освојио је Швајцарац Стен Вавринка, савладавши светског броја један и браниоца титуле, Новака Ђоковића у финалу. Немица Анђелика Кербер тријумфовала је у женском синглу после победе над Каролином Плишковом у финалу.

## Турнир
Овогодишњи турнир биће 136. издање Ју-Ес Опена и биће одржано на теренима Америчке тениске федерације. Као остала три Грен слем турнира, организатор турнира је Међународна тениска федерација (ITF). Турнир у Њујорку такође је део АТП и ВТА календара за 2016. годину.
Такмичарске категорије укључују:
- Мушкарци појединачно
- Жене појединачно
- Мушки парови
- Женски парови
- Мешовити парови

Турнир укључује и такмичење у јуниорској категорији, за дечаке и девојчице испод осамнаест година.
Игра се на тврдој, Декотурф подлози, што укључује три главна стадиона, Артур Еш, Луј Армстронг и Гренстенд.
Биће ово прво издање Ју-Ес опена које ће се играти под покретним кровом на стадијуму Артур Еш, као и на новоизграђеном Гренстенд стадиону.

## Расподела бодова
| Пласман              | Победник | Финале | Полуфинале | Четвртфинале | Осмина финала | Треће коло | Друго коло | Прво коло | Квалификације | Треће коло квалификација | Друго коло квалификација | Прво коло квалификација |
| Мушкарци појединачно | 2000     | 1200   | 720        | 360          | 180           | 90         | 45         | 10        | 25            | 16                       | 8                        | 0                       |
| Мушки парови         | 2000     | 1200   | 720        | 360          | 180           | 90         | 0          | Н/Д       | Н/Д           | Н/Д                      | Н/Д                      | Н/Д                     |
| Жене појединачно     | 2000     | 1300   | 780        | 430          | 240           | 130        | 70         | 10        | 40            | 30                       | 20                       | 2                       |
| Женски парови        | 2000     | 1300   | 780        | 430          | 240           | 130        | 10         | Н/Д       | Н/Д           | Н/Д                      | Н/Д                      | Н/Д                     |

## Новчане награде
Укупни фонд награда за 2016. годину износи 46,3 милиона долара, што је за 10 одсто више у односу на 2015. годину. Победницима у мушком и женском синглу припашће чак 3,5 милиона долара, што су највеће турнирске награде у свету тениса. Три првопласирана играча у Ју-Ес Опен серији, могу да добију и бонус од милион долара.
| Пласман         | Победник   | Финалиста  | Полуфиналисти | Четвртфиналисти | Осмина финала | Треће коло | Друго коло | Прво коло | Треће коло квалификација | Друго коло квалификација | Прво коло квалификација |
| Појединачно     | $3,500,000 | $1,750,000 | $875,000      | $450,000        | $235,000      | $140,000   | $77,188    | $43,313   | $16,350                  | $10,900                  | $5,606                  |
| Парови          | $625,000   | $310,000   | $150,000      | $75,000         | $40,000       | $24,500    | $15,141    | Н/Д       | Н/Д                      | Н/Д                      | Н/Д                     |
| Мешовити парови | $150,000   | $70,000    | $30,000       | $15,000         | $10,000       | $5,000     | Н/Д        | Н/Д       | Н/Д                      | Н/Д                      | Н/Д                     |

## Носиоци појединачно

### Мушкарци појединачно
| Носилац | Пласман | Тенисер               | Бодова | Брани бодова | Освојено бодова | Нови бодови | Статус                                                   |
| ------- | ------- | --------------------- | ------ | ------------ | --------------- | ----------- | -------------------------------------------------------- |
| 1       | 1       | Новак Ђоковић         | 14.840 | 2.000        | 1200            | 14.040      | Финалиста, изгубио од Стена Вавринке [3] у финалу        |
| 2       | 2       | Енди Мари             | 9.305  | 180          | 360             | 9.485       | Изгубио у четвртфиналу од Кеија Нишикорија [6]           |
| 3       | 3       | Стан Вавринка         | 4.980  | 720          | 2000            | 6.260       | Победник, савладао Новака Ђоковића [1] у финалу          |
| 4       | 5       | Рафаел Надал          | 4.850  | 90           | 180             | 4.940       | Изгубио у 4. колу од Луке Пуја                           |
| 5       | 6       | Милош Раонић          | 4.805  | 90           | 45              | 4.760       | Изгубио у 2. колу од Рајана Харисона [Q]                 |
| 6       | 7       | Кеи Нишикори          | 4.165  | 10           | 720             | 4.875       | Изгубио у полуфиналу од Стена Вавринке [3]               |
| 7       | 9       | Марин Чилић           | 3.515  | 720          | 90              | 2.885       | Изгубио у 3. колу од Џека Сока [26]                      |
| 8       | 10      | Доминик Тим           | 3.205  | 90           | 180             | 3.295       | Предао у трећем колу против Хуана Мартина Дел Потра [WC] |
| 9       | 11      | Жо-Вилфред Цонга      | 2.875  | 360          | 360             | 2.875       | Предао у четвртфиналу против Новака Ђоковића [1]         |
| 10      | 12      | Гаел Монфис           | 2.835  | 10           | 720             | 3.545       | Изгубио у полуфиналу од Новака Ђоковића [1]              |
| 11      | 13      | Давид Ферер           | 2.660  | 90           | 90              | 2.660       | Изгубио у 3. колу од Хуана Мартина Дел Потра [WC]        |
| 12      | 14      | Давид Гофан           | 2.565  | 90           | 10              | 2.485       | Изгубио у 1. колу од Џереда Доналдсона [Q]               |
| 13      | 15      | Ришар Гаске           | 2.230  | 360          | 10              | 1.880       | Изгубио у 1. колу од Кајла Едмунда                       |
| 14      | 16      | Ник Кириос            | 2.060  | 10           | 90              | 2.140       | Предао у 3. колу против Иље Марченка                     |
| 15      | 17      | Роберто Баутиста Агут | 2.040  | 180          | 90              | 1.950       | Изгубио у 3. колу од Луке Пуја [24]                      |
| 16      | 18      | Фелисијано Лопез      | 1.840  | 360          | 45              | 1.525       | Изгубио у 2. колу од Жоа Соузе                           |
| 17      | 19      | Бернард Томић         | 1.780  | 90           | 10              | 1.700       | Изгубио у 1. колу од Дамира Џумхура                      |
| 18      | 20      | Пабло Куевас          | 1.745  | 45           | 45              | 1.745       | Иугубио у 2. колу од Николаса Алмагра                    |
| 19      | 22      | Стив Џонсон           | 1.635  | 10           | 45              | 1.670       | Изгубио у 2. колу од Хуана Мартина Дел Потра             |
| 20      | 21      | Џон Изнер             | 1.645  | 180          | 90              | 1.555       | Изгубио у 3. колу од Кајла Едмунда                       |
| 21      | 23      | Иво Карловић          | 1.570  | 45           | 180             | 1.690       | Изгубио у 4. колу од Кеија Нишикорија [6]                |
| 22      | 24      | Григор Димитров       | 1.555  | 45           | 180             | 1.690       | Изгубио у 4. колу од Ендија Марија [2]                   |
| 23      | 35      | Кевин Андерсон        | 1.275  | 360          | 90              | 1005        | Изгубио у 3. колу од Жо Вилфреда Цонге [9]               |
| 24      | 25      | Лука Пуј              | 1.481  | 10           | 360             | 1.831       | Изгубио у четвртфиналу од Гаела Монфиса [10]             |
| 25      | 26      | Филип Колшрајбер      | 1.475  | 90           | 10              | 1.395       | Предао у 1. колу Николи Маиу                             |
| 26      | 27      | Џек Сок               | 1.450  | 45           | 180             | 1.585       | Изгубио у 4. колу од Жо Вилфреда Цонге                   |
| 27      | 28      | Александар Зверев     | 1.415  | 35           | 45              | 1.425       | Изгубио у 2. копу од Данијела Еванса                     |
| 28      | 29      | Мартин Клижан         | 1.405  | 45           | 10              | 1.370       | Изгубио у 1. колу од Михајла Јужног                      |
| 29      | 30      | Сем Квери             | 1.400  | 10           | 10              | 1.400       | Изгубио у 1. колу од Јанка Типсаревића [PR]              |
| 30      | 31      | Жил Симон             | 1.385  | 10           | 45              | 1.420       | Изгубио у 2. колу од Паола Лоренција                     |
| 31      | 33      | Алберт Рамос-Вињолас  | 1.330  | 10+45        | 45+20           | 1.340       | Изгубио у 2. колу од Андреја Кузњецова                   |
| 32      | 34      | Беноа Пер             | 1.305  | 180          | 45              | 1.170       | Изгубио у 2. колу од Маркоса Багдатиса                   |

#### Повукли се са турнира
| Пласман | Играч         | Бодова | Брани бодова | Освојено бодова | Нови бодови | Разлог повлачења   |
| ------- | ------------- | ------ | ------------ | --------------- | ----------- | ------------------ |
| 4       | Роџер Федерер | 4,945  | 1,200        | 0               | 3,745       | Повреда колена     |
| 8       | Томаш Бердих  | 3,570  | 180          | 0               | 3,390       | Упала слепог црева |

### Жене појединачно
| Носилац | Пласман | Тенисерка               | Бодова | Брани бодова | Освојено бодова | Нови бодови | Статус                                          |
| ------- | ------- | ----------------------- | ------ | ------------ | --------------- | ----------- | ----------------------------------------------- |
| 1       | 1       | Серена Вилијамс         | 7.050  | 780          | 780             | 7.050       | Изгубила у полуфиналу од Каролине Плишкове (10) |
| 2       | 2       | Анђелика Кербер         | 6.860  | 130          | 2000            | 8.730       | Шампионка, победила Каролину Плишкову у финалу  |
| 3       | 3       | Гарбиње Мугуруза        | 5.830  | 70           | 70              | 5.830       | Изгубила у 2. колу од Анастасије Севастове      |
| 4       | 4       | Агњешка Радвањска       | 5.705  | 130          | 130             | 5.705       | 3. коло против Каролин Гарсије [25]             |
| 5       | 5       | Симона Халеп            | 5.151  | 780          | 130             | 4.501       | 3. коло против Тимее Бабош                      |
| 6       | 6       | Венус Вилијамс          | 4.005  | 430          | 130             | 3.705       | 3. коло против Лауре Зигемунд [26]              |
| 7       | 8       | Роберта Винчи           | 3.465  | 1.300        | 130             | 2.295       | 3. коло против Карине Витхофт                   |
| 8       | 9       | Медисон Киз             | 3.286  | 240          | 130             | 3.176       | 3. коло против Наоми Осаке                      |
| 9       | 10      | Светлана Кузњецова      | 3.190  | 10           | 70              | 3.250       | Изгубила у 2. колу од Каролине Возњацки         |
| 10      | 11      | Каролина Плишкова       | 3,135  | 10           | 130             | 3.255       | 3. коло против Анастасије Пављученкове          |
| 11      | 12      | Карла Суарез Наваро     | 3.100  | 10           | 130             | 3.220       | 3. коло против Елене Веснине                    |
| 12      | 13      | Доминика Цибулкова      | 3.100  | 130          | 130             | 3.100       | 3. коло против Лесије Цуренко                   |
| 13      | 14      | Џоана Конта             | 2.905  | 280          | 130             | 2.755       | 3. коло против Белинде Бенчић                   |
| 14      | 16      | Петра Квитова           | 2.580  | 430          | 130             | 2.280       | 3. коло против Елине Свитолине                  |
| 15      | 15      | Тимеа Бачински          | 2.713  | 10           | 70              | 2.713       | Изгубила у 2. колу од Варвере Лепченко          |
| 16      | 17      | Саманта Стосур          | 2.370  | 240          | 70              | 2.200       | Изгубила у 2. колу од Џанг Шуаи                 |
| 17      | 18      | Анастасија Пављученкова | 2.195  | 70           | 130             | 2.255       | 3. коло против Каролине Плишкове [10]           |
| 18      | 21      | Барбора Стрицова        | 2.050  | 130          | 10              | 1.930       | Изгубила у 1. колу од Монике Николеску          |
| 19      | 20      | Елена Веснина           | 2.054  | 70           | 130             | 2.114       | 3. коло против Карле Суарез Наваро [11]         |
| 20      | 22      | Кики Бертенс            | 1.945  | 110          | 10              | 1.845       | Изгубила у 1. колу од Ане Коњух                 |
| 21      | 23      | Ирина-Камелија Бегу     | 1.835  | 10           | 10              | 1.835       | Изгубила у 1. колу од Лесије Цуренко            |
| 22      | 19      | Елина Свитолина         | 2,101  | 130          | 130             | 2.101       | 3. коло против Петре Квитове [14]               |
| 23      | 24      | Дарија Касаткина        | 1.773  | 130          | 10              | 1.653       | Изгубила у 1. колу Ванг Ћанг                    |
| 24      | 26      | Белинда Бенчић          | 1.602  | 130          | 130             | 1.602       | 3. коло против Џоане Конте [13]                 |
| 25      | 33      | Каролин Гарсија         | 1.555  | 10           | 130             | 1.675       | 3. коло против Агњешке Радвањске [4]            |
| 26      | 27      | Лора Зигемунд           | 1.600  | 40+140       | 130+13          | 1.563       | 3. коло против Венус Вилијамс [6]               |
| 27      | 28      | Сара Ерани              | 1.590  | 130          | 10              | 1.470       | Изгубила у 1. колу од Шелби Роџерс              |
| 28      | 30      | Коко Вандевеј           | 1.561  | 70           | 10              | 1.501       | Изгубила у 1. колу од Наоми Осаке               |
| 29      | 31      | Ана Ивановић            | 1.560  | 10           | 10              | 1.560       | Изгубила у 1. колу од Денисе Алертове           |
| 30      | 32      | Мисаки Дои              | 1.555  | 70           | 10              | 1.495       | Изгубила у 1. колу од Карине Витхуфт            |
| 31      | 34      | Тимеа Бабош             | 1.510  | 10           | 130             | 1.630       | 3. коло против Симоне Халеп [5]                 |
| 32      | 35      | Моника Пуиг             | 1.500  | 10           | 10              | 1.500       | Изгубила у 1. колу од Џенг Сасаи                |

#### Повукли се са турнира
| Пласман | Играч              | Бодова | Брани бодова | Освојено бодова | Нови бодови | Разлог повлачења       |
| ------- | ------------------ | ------ | ------------ | --------------- | ----------- | ---------------------- |
| 8       | Викторија Азаренка | 3,570  | 180          | 0               | 3,390       | Трудноћа               |
| 25      | Слоун Стивенс      | 1,612  | 10           | 0               | 1,602       | Повреда десног стопала |

## Носиоци парови
| Тим                   | Тим                 | Позиција1 | Носиоци |
| --------------------- | ------------------- | --------- | ------- |
| Пјер-Иг Ербер         | Никола Маи          | 3         | 1       |
| Иван Додиг            | Марсело Мело        | 10        | 2       |
| Боб Брајан            | Мајк Брајан         | 11        | 3       |
| Џејми Мари            | Бруно Соареш        | 12        | 4       |
| Жан-Жилијен Ројер     | Орија Текау         | 20        | 5       |
| Данијел Нестор        | Вашек Поспишил      | 26        | 6       |
| Равен Класен          | Раџив Рам           | 30        | 7       |
| Фелисијано Лопез      | Марк Лопез          | 40        | 8       |
| Трит Хјуи             | Макс Мирни          | 40        | 9       |
| Хенри Континен        | Џон Пирс            | 43        | 10      |
| Жилијен Бенето        | Едвард-Роже Васелан | 48        | 11      |
| Лукаш Кубот           | Александар Пеја     | 49        | 12      |
| Хуан Себастијан Кабал | Роберт Фарах        | 56        | 13      |
| Пабло Куевас          | Марсел Гранољерс    | 69        | 14      |
| Оливер Марах          | Фабрис Мартин       | 70        | 15      |
| Радек Штјепанек       | Ненад Зимоњић       | 71        | 16      |

| Тим                | Тим                  | Позиција1 | Носиоци |
| ------------------ | -------------------- | --------- | ------- |
| Каролин Гарсија    | Кристина Младеновић  | 7         | 1       |
| Чан Хао-чин        | Чан Јунг-јан         | 14        | 2       |
| Тимеа Бабош        | Јарослава Шведова    | 16        | 3       |
| Андреа Хлавачкова  | Луција Храдецка      | 19        | 4       |
| Екатерина Макарова | Елена Веснина        | 20        | 5       |
| Мартина Хингис     | Коко Вандевеј        | 21        | 6       |
| Сања Мирза         | Барбора Стрицова     | 22        | 7       |
| Јулија Гергеш      | Каролина Плишкова    | 25        | 8       |
| Ракел Атаво        | Абигејл Спирс        | 34        | 9       |
| Вања Кинг          | Моника Никулеску     | 43        | 10      |
| Су Јифан           | Џенг Сасаи           | 46        | 11      |
| Бетани Матек-Сендс | Луција Шафаржова     | 58        | 12      |
| Андреја Клепач     | Катарина Среботник   | 58        | 13      |
| Дарија Јурак       | Анастасија Родионова | 68        | 14      |
| Кики Бертенс       | Јохана Ларсон        | 80        | 15      |
| Барбора Крејчикова | Катерина Синијакова  | 86        | 16      |

## Резултати

### 1. дан,29. август
- Следећи носиоци су завршили такмичење:
  - Мушкарци појединачно:  Ришар Гаске [13],  Мартин Клижан [28]
  - Жене појединачно:  Барбора Стрицова [18],  Ирина-Камелија Бегу [21],  Сара Ерани [27],  Коко Вандевеј [28],  Мисаки Дои [30],  Моника Пуиг [32]
- Распоред мечева Архивирано на веб-сајту  (11. октобар 2016)

| Мечеви на главним теренима                                                                 | Мечеви на главним теренима  | Мечеви на главним теренима  | Мечеви на главним теренима        |
| Мечеви на Артур Еш Стадиону                                                                | Мечеви на Артур Еш Стадиону | Мечеви на Артур Еш Стадиону | Мечеви на Артур Еш Стадиону       |
| Меч                                                                                        | Победник                    | Поражени                    | Резултат                          |
| ------------------------------------------------------------------------------------------ | --------------------------- | --------------------------- | --------------------------------- |
| Жене појединачно 1. коло                                                                   | Роберта Винчи [7]           | Ана-Лена Фридсам            | 6–2, 6–4                          |
| Жене појединачно 1. коло                                                                   | Анђелика Кербер [2]         | Полона Херцог               | 6–0, 1–0, предаја                 |
| Мушкарци појединачно 1. коло                                                               | Рафаел Надал [4]            | Денис Истомин               | 6–1, 6–4, 6–2                     |
| Церемонија отварања - ноћни програм                                                        |                             |                             |                                   |
| Мушкарци појединачно 1. коло                                                               | Новак Ђоковић [1]           | Јержи Јановиц [PR]          | 6–3, 5–7, 6–2, 6–1                |
| Жене појединачно 1. коло                                                                   | Медисон Киз [8]             | Алисон Риск                 | 4–6, 7–6(7–5), 6–2                |
| Мечеви на стадиону Луј Армстронг                                                           |                             |                             |                                   |
| Меч                                                                                        | Победник                    | Поражени                    | Резултат                          |
| Мушкарци појединачно 1. коло                                                               | Марин Чилић [7]             | Рожерио Дутра Силва         | 6–4, 7–5, 6–1                     |
| Жене појединачно 1. коло                                                                   | Светлана Кузњецова [9]      | Франческа Скјавоне          | 6–1, 6–2                          |
| Жене појединачно 1. коло                                                                   | Гарбиње Мугуруза [3]        | Елизе Мертенс [Q]           | 2–6, 6–0, 6–3                     |
| Мушкарци појединачно 1. коло                                                               | Џек Сок [26]                | Тејлор Фриц                 | 7–6(7–3), 7–5, 3–6, 1–6, 6–4      |
| Мечеви на Гренстенду                                                                       |                             |                             |                                   |
| Меч                                                                                        | Победник                    | Поражени                    | Резултат                          |
| Жене појединачно 1. коло                                                                   | Каролина Возњацки           | Тејлор Таунсенд [Q]         | 4–6, 6–3, 6–4                     |
| Мушкарци појединачно 1. коло                                                               | Џон Изнер [20]              | Франсес Тијафо [WC]         | 3–6, 4–6, 7–6(7–5), 6–2, 7–6(7–3) |
| Мушкарци појединачно 1. коло                                                               | Жо-Вилфред Цонга [9]        | Гвидо Андроци [Q]           | 6–3, 6–4, 6–4                     |
| Жене појединачно 1. коло                                                                   | Јохана Конта [13]           | Бетани Матек-Сендс [WC]     | 6–3, 6–3                          |
| Осенчена поља означавају меч у ноћном програму                                             |                             |                             |                                   |
| Дневни програм почиње од 11 часова, ноћни програм почиње од 19 часова по њујоршком времену |                             |                             |                                   |

### 2. дан,30. август
- Следећи носиоци су завршили такмичење:
  - Мушкарци појединачно:  Давид Гофан [12],  Бернард Томић [17],  Филип Колшрајбер [25],  Сем Квери [29]
  - Жене појединачно:  Кики Бертенс [20],  Дарја Касаткина [23],  Ана Ивановић [29]
- Распоред мечева Архивирано на веб-сајту  (4. септембар 2015)

| Мечеви на главним теренима                                                                 | Мечеви на главним теренима   | Мечеви на главним теренима  | Мечеви на главним теренима   |
| Мечеви на Артур Еш Стадиону                                                                | Мечеви на Артур Еш Стадиону  | Мечеви на Артур Еш Стадиону | Мечеви на Артур Еш Стадиону  |
| Меч                                                                                        | Победник                     | Поражени                    | Резултат                     |
| ------------------------------------------------------------------------------------------ | ---------------------------- | --------------------------- | ---------------------------- |
| Жене појединачно                                                                           | Симона Халеп [5]             | Кирстен Флипкенс            | 6–0, 6–2                     |
| Мушкарци појединачно 1. коло                                                               | Стан Вавринка [3]            | Фернандо Вердаско           | 7–6(7–4), 6–4, 6–4           |
| Жене појединачно 1. коло                                                                   | Венус Вилијамс [6]           | Катерина Козлова            | 6–2, 5–7, 6–4                |
| Жене појединачно 1. коло                                                                   | Серена Вилијамс [1]          | Екатерина Макарова          | 6–3, 6–3                     |
| Мушкарци појединачно 1. коло                                                               | Енди Мари [2]                | Лукаш Росол                 | 6–3, 6–2, 6–2                |
| Мечеви на стадиону Луј Армстронг                                                           |                              |                             |                              |
| Меч                                                                                        | Победник                     | Поражени                    | Резултат                     |
| Жене појединачно 1. коло                                                                   | Дениса Алертова              | Ана Ивановић [29]           | 7–6(7–4), 6–1                |
| Мушкарци појединачно 1. коло                                                               | Јанко Типсаревић [PR]        | Сем Квери [29]              | 7–6(7–4), 6–7(0–7), 6–3, 6–3 |
| Мушкарци појединачно 1. коло                                                               | Хуан Мартин Дел Потро        | Дијего Шварцман             | 6–4, 6–4, 7–6(7–3)           |
| Жене појединачно 1. коло                                                                   | Агњешка Радвањска [4]        | Џесика Пегула [Q]           | 6–1, 6–1                     |
| Мечеви на Гренстенду                                                                       |                              |                             |                              |
| Меч                                                                                        | Победник                     | Поражени                    | Резултат                     |
| Мушкарци појединачно 1. коло                                                               | Кеи Нишикори [6]             | Бенјамин Бекер              | 6–1, 6–1, 3–6, 6–3           |
| Жене појединачно 1. коло                                                                   | Катерина Синјакова           | Јуџини Бушард               | 6–3, 3–6, 6–2                |
| Жене појединачно 1. коло                                                                   | Анастасија Пављученкова [17] | Лујза Чирико                | 6–1, 6–4                     |
| Мушкарци појединачно 1. коло                                                               | Стив Џонсон [19]             | Евгениј Донској             | 4–6, 1–6, 7–6(7–2), 6–3, 6–3 |
| Осенчена поља означавају меч у ноћном програму                                             |                              |                             |                              |
| Дневни програм почиње од 11 часова, ноћни програм почиње од 19 часова по њујоршком времену |                              |                             |                              |

### 3. дан,31. август
- Следећи носиоци су завршили такмичење:
  - Мушкарци појединачно:  Милош Раонић [5],  Пабло Куевас [18],  Алберт Рамос-Вињолас [31],  Беноа Пер [32]
  - Жене појединачно:  Гарбиње Мугуруза [3],  Светлана Кузњецова [9]
  - Мушки парови:  Иван Додиг /  Марсело Мело [2],  Жилијен Бенето /  Едуар Роже-Васелан [11],  Хуан Себастијан Кабал /  Роберт Фарах [13],  Радек Штјепанек /  Ненад Зимоњић [16]
  - Мешовити парови:  Ракел Атаво /  Жан-Жилијен Ројер [4]
- Распоред мечева Архивирано на веб-сајту  (11. октобар 2016)

| Мечеви на главним теренима                                                                 | Мечеви на главним теренима  | Мечеви на главним теренима  | Мечеви на главним теренима  |
| Мечеви на Артур Еш Стадиону                                                                | Мечеви на Артур Еш Стадиону | Мечеви на Артур Еш Стадиону | Мечеви на Артур Еш Стадиону |
| Меч                                                                                        | Победник                    | Поражени                    | Резултат                    |
| ------------------------------------------------------------------------------------------ | --------------------------- | --------------------------- | --------------------------- |
| Жене појединачно 2. коло                                                                   | Петра Квитова [14]          | Чагла Бујукчагај            | 7–6(7–2), 6–3               |
| Жене појединачно 2. коло                                                                   | Каролина Возњацки           | Светлана Кузњецова [9]      | 6–4, 6–4                    |
| Мушкарци појединачно 2. коло                                                               | Новак Ђоковић [1]           | Јиржи Весели                | Предаја                     |
| Мушкарци појединачно 2. коло                                                               | Гаел Монфис [10]            | Јан Шатрал [Q]              | 7–5, 6–4, 6–3               |
| Жене појединачно 2. коло                                                                   | Анастасија Севастова        | Гарбиње Мугуруза [3]        | 7–5, 6–4                    |
| Мушкарци појединачно 2. коло                                                               | Рафаел Надал [4]            | Андреас Сепи                | 6–0, 7–5, 6–1               |
| Мечеви на стадиону Луј Армстронг                                                           |                             |                             |                             |
| Меч                                                                                        | Победник                    | Поражени                    | Резултат                    |
| Жене појединачно 2. коло                                                                   | Роберта Винчи [7]           | Кристина МекХејл            | 6–1, 6–3                    |
| Мушкарци појединачно 2. коло                                                               | Џон Изнер [20]              | Стив Дарсис [Q]             | 6–3, 6–4, 6–7(10–12), 6–3   |
| Жене појединачно 2. коло                                                                   | Анђелика Кербер [2]         | Мирјана Лучић Барони        | 6–2, 7–6(9–7)               |
| Мушкарци појединачно 2. коло                                                               | Џек Сок [26]                | Миша Зверев [Q]             | 6–1, 6–1, 6–2               |
| Жене појединачно 2. коло                                                                   | Медисон Киз [8]             | Кајла Деј [WC]              | 6–1, 6–1                    |
| Мечеви на Гренстенду                                                                       |                             |                             |                             |
| Меч                                                                                        | Победник                    | Поражени                    | Резултат                    |
| Мушкарци појединачно 2. коло                                                               | Кевин Андерсон [23]         | Вашек Поспишил              | 7–6(7–3), 6–4, 6–4          |
| Мушкарци појединачно 2. коло                                                               | Рајан Херисон [Q]           | Милош Раонић [5]            | 6–7(4–7), 7–5, 7–5, 6–1     |
| Жене појединачно 2. коло                                                                   | Кетрин Бејлис [Q]           | Шелби Роџерс                | 2–6, 6–2, 6–2               |
| Осенчена поља означавају меч у ноћном програму                                             |                             |                             |                             |
| Дневни програм почиње од 11 часова, ноћни програм почиње од 19 часова по њујоршком времену |                             |                             |                             |

### 4. дан,1. септембар
- Следећи носиоци су завршили такмичење:
  - Мушкарци појединачно:  Фелисијано Лопез [16],  Стив Џонсон [19], Александар Зверев [27], Жил Симон [30]
  - Жене појединачно:  Тимеа Бачински [15],  Саманта Стосур [16]
  - Мушки парови:  Данијел Нестор /  Вашек Поспишил [6],  Трит Хјуи /  Макс Мирни [9]
- Распоред мечева Архивирано на веб-сајту  (11. октобар 2016)

| Мечеви на главним теренима                                                                 | Мечеви на главним теренима  | Мечеви на главним теренима  | Мечеви на главним теренима  |
| Мечеви на Артур Еш Стадиону                                                                | Мечеви на Артур Еш Стадиону | Мечеви на Артур Еш Стадиону | Мечеви на Артур Еш Стадиону |
| Меч                                                                                        | Победник                    | Поражени                    | Резултат                    |
| ------------------------------------------------------------------------------------------ | --------------------------- | --------------------------- | --------------------------- |
| Жене појединачно 2. коло                                                                   | Симона Халеп                | Луција Шафаржова            | 6–3, 6–4                    |
| Мушкарци појединачно 2. коло                                                               | Енди Мари                   | Марсел Гранољерс            | 6–4, 6–1, 6–4               |
| Жене појединачно 2. коло                                                                   | Венус Вилијамс [6]          | Јулија Гергес               | 6–2, 6–3                    |
| Жене појединачно 2. коло                                                                   | Серена Вилијамс [1]         | Вања Кинг [WC]              | 6–3, 6–3                    |
| Мушкарци појединачно 2. коло                                                               | Хуан Мартин Дел Потро [WC]  | Стив Џонсон [19]            | 7–6(7–5), 6–3, 6–2          |
| Мечеви на стадиону Луј Армстронг                                                           |                             |                             |                             |
| Меч                                                                                        | Победник                    | Поражени                    | Резултат                    |
| Мушкарци појединачно 2. коло                                                               | Кеи Нишикори [6]            | Карен Хачанов [Q]           | 6–4, 4–6, 6–4, 6–3          |
| Жене појединачно 2. коло                                                                   | Агњешка Радвањска [4]       | Наоми Броди                 | 7–6(11–9), 6–3              |
| Мушкарци појединачно 2. коло                                                               | Стан Вавринка [3]           | Алесандро Ђанези [Q]        | 6–1, 7–6(7–4), 7–5          |
| Мечеви на Гренстенду                                                                       |                             |                             |                             |
| Меч                                                                                        | Победник                    | Поражени                    | Резултат                    |
| Жене појединачно 2. коло                                                                   | Каролина Плишкова [10]      | Монсерат Гонзалез [Q]       | 6–1, 7–5                    |
| Мушкарци појединачно 2. коло                                                               | Доминик Тим [8]             | Рикардас Беранкис           | 6–4, 6–3, 6–2               |
| Жене појединачно 2. коло                                                                   | Џанг Шуаи                   | Саманта Стосур [16]         | 6–3, 6–3                    |
| Мушкарци појединачно 2. коло                                                               | Ник Кириос [14]             | Хорацио Зебаљос             | 7–5, 6–4, 6–4               |
| Осенчена поља означавају меч у ноћном програму                                             |                             |                             |                             |
| Дневни програм почиње од 11 часова, ноћни програм почиње од 19 часова по њујоршком времену |                             |                             |                             |

## Специјалне позивнице
| - Хуан Мартин Дел Потро - Џејмс Дакворт - Ернесто Ескобедо - Бјорн Фратанђело - Макензи Макдоналд - Мајкл Мох - Раџив Рам - Френсес Тијафо | - Данијел Колинс - Кајла Деј - Лорен Дејвис - Софија Кенин - Вања Кинг - Бетани Матек-Сендс - Елен Перез - Вирџинија Резано |

| - Тејлор Фриц / Томи Пол - Рајан Харисон / Остин Крајчек - Денис Кудла / Денис Новиков - Макензи Макдоналд / Мартин Радлицки - Џон МекНејли / Џефри Вулф - Николас Мајстер / Ерик Квигли - Данијел Нгујен / Ноа Рубин | - Брук Остин / Кортни Киган - Кетрин Белис / Јулија Босеру - Жаклин Како / Данијел Лао - Саманта Крофорд / Џесика Пегула - Џеда Харт / Ена Шибахара - Азија Мухамед / Тејлор Таунсенд - Ешли Вајнхолд / Кајтлин Хориски |

## Квалификанти
| 1. Алесандро Ђанеси 2. Кристијан Харисон 3. Карен Хачанов 4. Гвидо Андроци 5. Јан Шатрал 6. Стив Дарсис 7. Мартон Фучович 8. Томас Фабијано 9. Радеј Штјепанек 10. Гиљерм Клезар 11. Рајан Харисон 12. Иља Ивашка 13. Сакет Минени 14. Џеред Доналдсон 15. Марко Кјудинели 16. Миша Зверев Следећи играчи су срећни губитници: 1. Јозеф Ковалик 2. Данијел Брандс | 1. Кристина Кучова 2. Дијан Јингјинг 3. Монсерат Гонзалез 4. Надија Подорошка 5. Елизе Мертенс 6. Менди Минела 7. Кетрин Белис 8. Ванг Јафан 9. Тејлор Таунсенд 10. Џесика Пегула 11. Ана Богдан 12. Барбара Хас 13. Рикел Хогенкамп 14. Антонија Лотнер 15. Лора Робсон 16. Александра Крунић Следеће играчице су срећне губитнице: 1. Алисон Ван Ујтванк |

| Следећи играчи ушли су у главни жреб тунира али су се повукли. \| Мушкарци појединачно - Томаш Бердих →замена Лукаш Лацко - Роџер Федерер →замена Дастин Браун - Ернестс Гулбис →замена Денис Кудла - Танаси Кокинакис →замена Јозеф Ковалик - Томи Робредо →замена Тејмураз Габашвили - Дмитриј Турсунов →замена Данијел Брандс \| Жене појединачно - Викторија Азаренка →замена Александра Саснович - Маргарита Гаспарјан →замена Евгенија Родина - Слоан Стивенс →замена Алисон Ван Ујтванк - Галина Воскобојева →замена Стефани Вогел \| - Отворено првенство САД у тенису - Гренд слем - Отворено првенство САД у тенису (US Open) — Званична презентација - Асоцијација Тениских Професионалаца (ATP) — Званична презентација 1. 2. 3. | |
| - Томаш Бердих →замена Лукаш Лацко - Роџер Федерер →замена Дастин Браун - Ернестс Гулбис →замена Денис Кудла - Танаси Кокинакис →замена Јозеф Ковалик - Томи Робредо →замена Тејмураз Габашвили - Дмитриј Турсунов →замена Данијел Брандс | - Викторија Азаренка →замена Александра Саснович - Маргарита Гаспарјан →замена Евгенија Родина - Слоан Стивенс →замена Алисон Ван Ујтванк - Галина Воскобојева →замена Стефани Вогел |